# Свети Николай (Ивира)
„Свети Николай“ (на гръцки: Αγίου Νικολάου, Агиу Николау) е православна църква в сярско село Ивира (Нивиро), Егейска Македония, Гърция, енорийски храм на Сярската и Нигритска епархия на Вселенската патриаршия.
В 20-те години на XX век двестата бежански семейства настанени в Ивира изграждат църквата „Свети Николай“. Иконата на „Света Богородица Вратарница“ е датирана в 1930 година. Храмът е многократно ремонтиран, но постепенно става малък за енорията и в 1988 година е построена великолепна трикорабна базилика с купол. Осветена е на 14 май 1996 година от митрополит Максим Серски и Нигритски. Към енорията принадлежат и параклисите „Животворящ източник“, „Свети Илия“ и „Света Троица“.